# Autonomia (religia)
Autonomia (z greckiego) – zgodnie ze swym źródłosłowem oznacza tworzyć dla siebie własne prawo (natomiast termin teonomia znaczy przyjąć prawo nadane przez Boga).
Określenie autonomia znane było już starożytnym Grekom. Odwoływał się do niego także Immanuel Kant, definiując je jako właściwą człowiekowi zdolność do określenia dla siebie norm moralnych, abstrahując przy tym nawet od Boga. Już po Soborze Watykańskim II niektórzy z katolickich teologów niemieckich (m.in. Alfons Auer, F. Böckle) na nowo podjęli koncepcję autonomii, nawiązując do nauczania św. Tomasza z Akwinu o roli ludzkiego umysłu w formułowaniu naturalnego prawa moralnego. Chcieli przez to w pozytywny sposób zinterpretować współczesne doświadczenie moralne. Przejawia ono bowiem tendencję do zmieniania tradycyjnych norm moralnych, uważanych przez niektórych za błędne lub niepasujące do realiów współczesnego świata.
Krańcowe formy moralności autonomicznej odrzucił Jan Paweł II w encyklice Veritatis Splendor (1995). W rzeczywistości autonomia moralna nie może mieć charakteru absolutnego, gdyż pochodzi z porządku ustanowionego przez Boga, a nie z sumienia jednostki.